# 中条郵便局
中条郵便局
（なかじょうゆうびんきょく）
- 新潟県胎内市にある郵便局。本記事にて記述する。
- 長野県長野市にある郵便局。局番号は11243。

（ちゅうじょうゆうびんきょく）
- 広島県福山市にある郵便局。局番号は51244。

（なかすじゆうびんきょく）
- 島根県隠岐郡隠岐の島町にある郵便局。局番号は53162。

中条郵便局（なかじょうゆうびんきょく）は新潟県胎内市にある郵便局。民営化前の分類では集配普通郵便局であった。

## 概要
住所：〒959-2699 新潟県胎内市東本町23-8

## 沿革

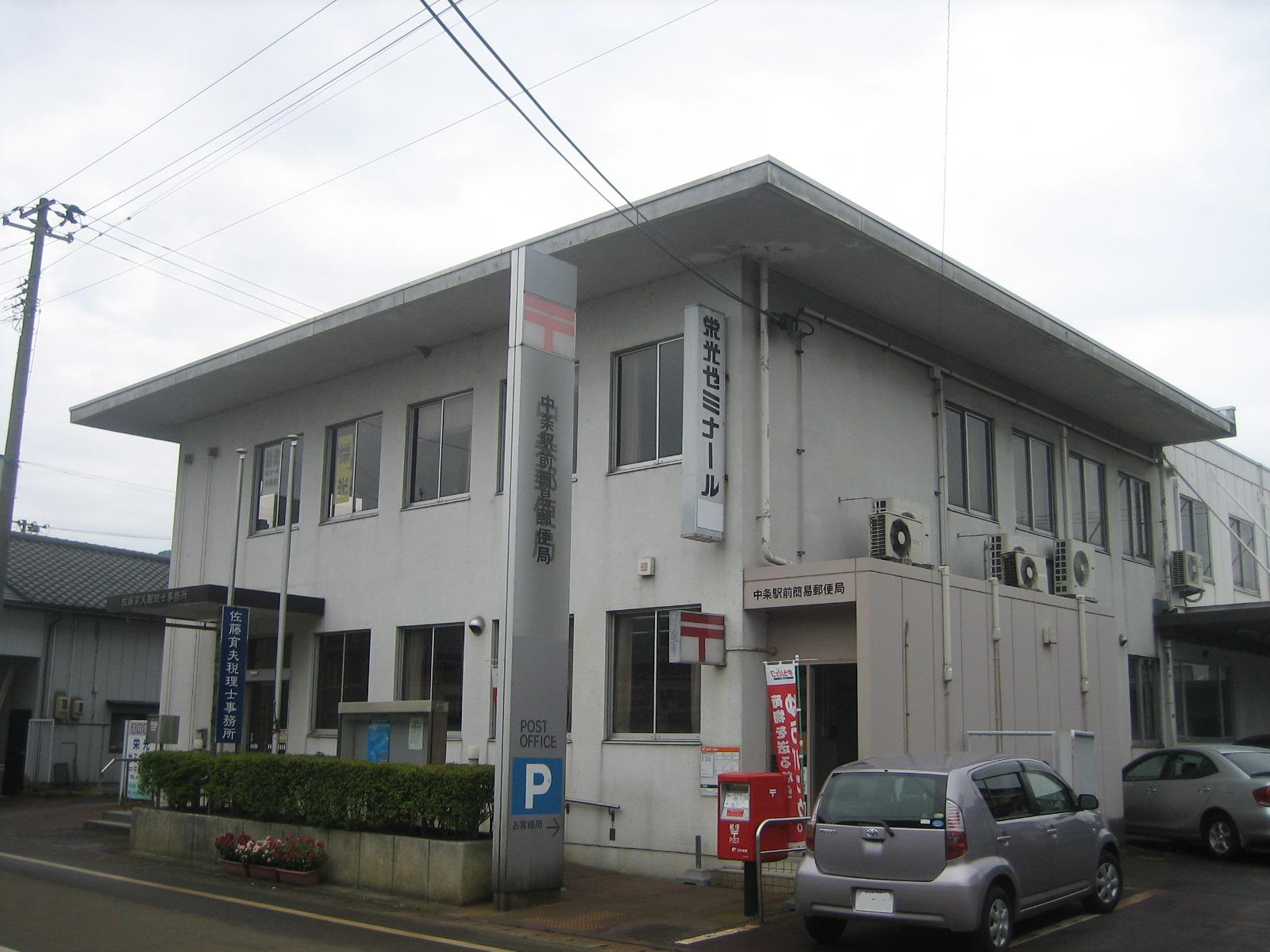
1999年に移転するまで使用していた旧局舎。中条駅前簡易郵便局ほかが入居している。同簡易局の局名標は以前のものの流用で、「中条郵便局」の文字が写真でも確認できる。（2010年8月12日撮影）

- 1872年（明治5年）旧9月 - 中条郵便取扱所として開設[1]。
- 1873年（明治6年） - 中条郵便役所となる[1]。
- 1875年（明治8年）1月1日 - 中条郵便局（四等）となる[1]。
- 1876年（明治9年） - 為替取扱を開始[1]。
- 1877年（明治10年） - 三等郵便局となる[1]。
- 1879年（明治12年） - 北陸道中条郵便局に改称。同年3月10日より貯金取扱を開始[1]。
- 1885年（明治18年） - 中条郵便局に改称[1]。
- 1891年（明治24年）12月27日 - 電信線路新設[2]。
- 1892年（明治25年）
  - 1月16日 - 中条郵便電信局となる[3]
  - 5月16日 - 電信為替事務開始[4]。
- 1893年（明治26年）7月1日 - 小包郵便取扱開始[5]。
- 1903年（明治36年）4月1日 - 通信官署官制の施行に伴い中条郵便局となる。
- 1910年（明治43年）8月1日 - 電話通話事務開始[6]。
- 1911年（明治44年）
  - 8月1日 - 特設電話加入申請受理開始[7]。
  - 11月11日 - 電話交換業務を開始、併せて託送電報も取扱う[8]。
- 1914年（大正3年）6月1日 - 村上線（現羽越本線）新発田-中条間開通に伴い鉄道郵便線路開通、その受渡局となる[9]。
- 1930年（昭和5年）7月6日 - 集配区内に金塚郵便取扱所設置[10]。
- 1932年（昭和7年）2月21日 - 金塚郵便取扱所が金塚郵便局（三等、無集配）に改定[11]。
- 1967年（昭和42年）10月29日 - 電話交換事務および和文電報配達事務を中条電報電話局に移管[12]。
- 1969年（昭和44年）10月27日 - 北蒲原郡中条町本町から同町表町に移転。
- 1983年（昭和58年）12月 - 局舎落成。
- 1984年（昭和59年）
  - 2月1日 - 鉄道郵便受渡廃止[13]。
  - 3月26日 - 乙郵便局および築地郵便局から集配業務を移管。
  - 8月1日 - 特定郵便局から普通郵便局に局種別改定。
- 1999年（平成11年）3月1日 - 北蒲原郡中条町表町5-25から同町東本町23-8に移転。
- 2000年（平成12年）8月14日 - 外国通貨の両替および旅行小切手の売買に関する業務取扱を開始。
- 2001年（平成13年）9月28日 - 柴橋簡易郵便局の一時閉鎖[14]に伴い、取扱業務を承継。
- 2002年（平成14年）7月1日 - 高野簡易郵便局の一時閉鎖[15]に伴い、取扱業務を承継。
- 2003年（平成15年）12月1日 - 星の宮簡易郵便局の一時閉鎖[16]に伴い、取扱業務を承継[17]。
- 2006年（平成18年）9月25日 - 黒川郵便局、坂町郵便局、関川郵便局からそれぞれ「959-28xx」「959-31xx」「959-32xx」区域の集配業務を移管[18]。
- 2007年（平成19年）10月1日 - 民営化に伴い、併設された郵便事業中条支店に一部業務を移管。
- 2012年（平成24年）10月1日 - 日本郵便株式会社発足に伴い、郵便事業中条支店を中条郵便局に統合。
- 2015年（平成27年）8月31日 - 「959-32xx」区域の集配業務を関川郵便局に移管。

## 取扱内容
- 郵便、印紙、ゆうパック、内容証明
- 貯金、為替、振替、振込、国際送金、国債、投資信託
- 生命保険、バイク自賠責保険、自動車保険
- ゆうちょ銀行ATM
- 「959-26xx」「959-27xx」「959-28xx」区域（胎内市の全域[19]）、「959-31xx」区域（村上市（旧岩船郡荒川町域））の集配業務
- ゆうゆう窓口

## 周辺
- 胎内市役所
- 胎内警察署
- 胎内消防署
- 新潟県立中条高等学校
- 胎内市立中条中学校
- 国道7号（中条黒川バイパス）

## アクセス
- JR羽越本線 中条駅から徒歩約22分
- 日本海東北自動車道 中条ICから北東へ約6km
- 駐車場あり：16台